# Rugby à XV aux Jeux olympiques de 1908
Navigation
Paris 1900 Anvers 1920
L'épreuve de rugby à XV aux Jeux olympiques de 1908 est la deuxième édition depuis l'introduction du rugby à XV comme sport olympique aux Jeux de 1900. Une seule rencontre est disputée, entre l'équipe d'Australasie et celle du  Royaume-Uni le 26 octobre. Les Australasiens deviennent champions olympiques en battant largement les Britanniques sur le score de 32 à 3.

## Le tournoi
Seules deux sélections sont engagées pour une finale directe.
| Vendredi 26 octobre 1908 15 heures 15 locales. | Australasie                                                                                      | 32 – 3 | Royaume-Uni           | White City Stadium, Londres Arbitre : Frank Potter-Irwin |
| Vendredi 26 octobre 1908 15 heures 15 locales. | Essai(s) : 7 Hickey, McCabe (2), Transformation(s) : 4/7 P Carmichael Pénalité(s) : P Carmichael |        | Essai(s) : JC Solomon | White City Stadium, Londres Arbitre : Frank Potter-Irwin |
| Vendredi 26 octobre 1908 15 heures 15 locales. |                                                                                                  |        |                       | White City Stadium, Londres Arbitre : Frank Potter-Irwin |

## Liste des médaillés

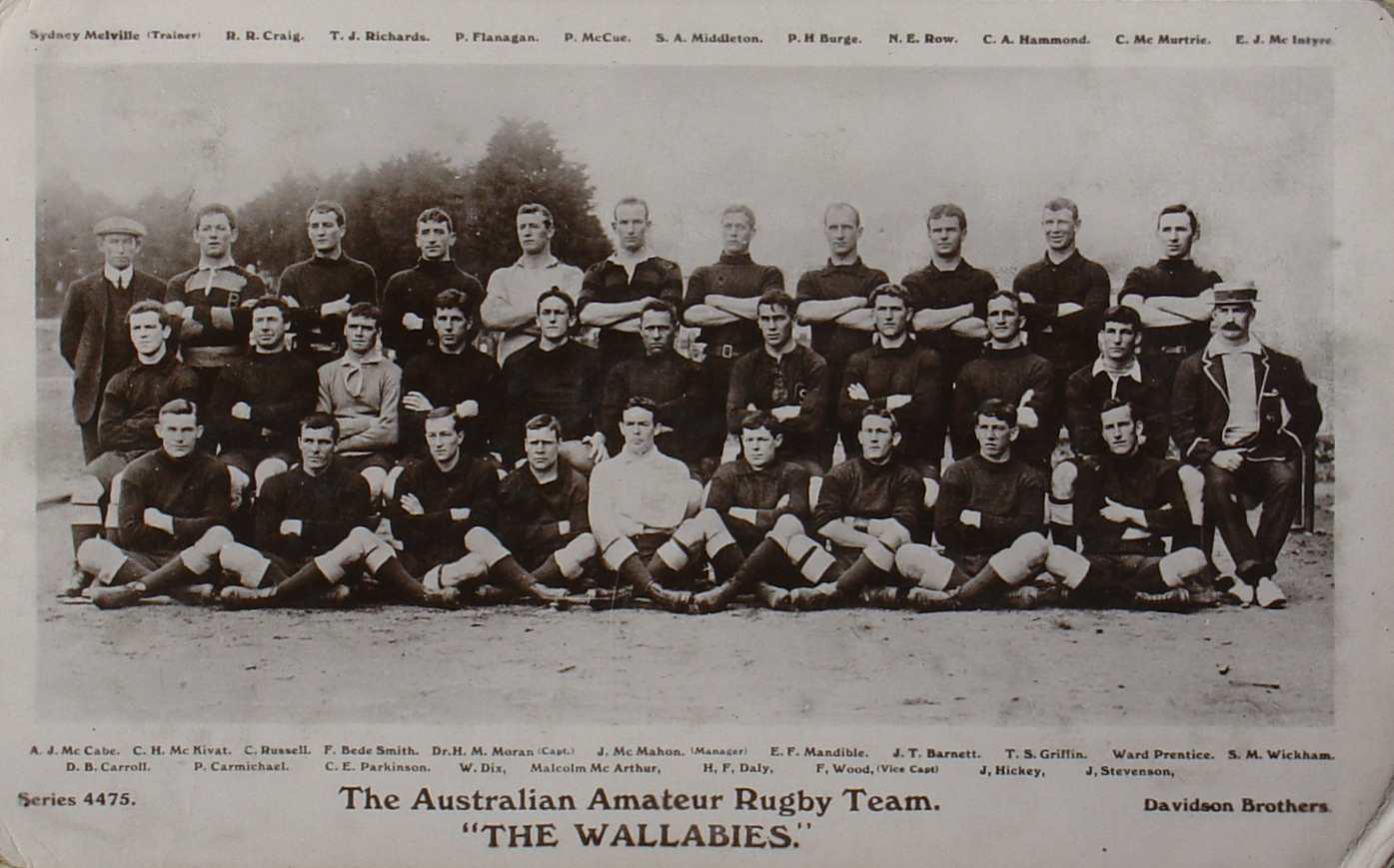
L'équipe olympique de rugby à XV d'Australasie.

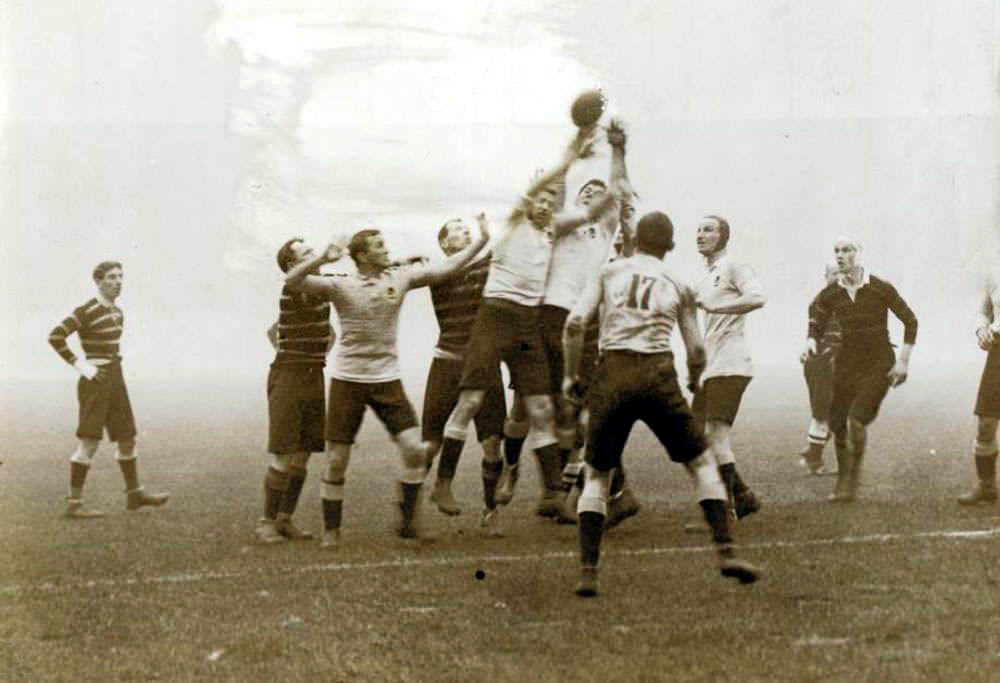
Scène du match
(victoire de lOlympic Rugby Wallabies sur Cornwall).

| Épreuve           | Or | Argent | Bronze                            |
| ----------------- | --- | --- | --------------------------------- |
| Rugby à XV hommes | Australasie Phillip Carmichael Boxer Russell Daniel Carroll John Hickey Franck Bede-Smith Chris McKivat Arthur McCabe Thomas Griffen John Barnett Patrick McCue Sydney Middleton Tom Richards Emmanuel McArthur Charles McMurtrie Robert Craig | Royaume-Uni Edward Jackett J. C. Solomon Bertram Solomon L. F. Dean J. T. Jose Thomas Wedge James Davey Richard Jackett E. J. Jones Arthur Wilson Nicholaos Tregurtha A. Lawrey C. R. Marshall A. Wilcocks J. Trevaskis | Sans objet (deux équipes en lice) |